# Polysyncraton trivolutum
Polysyncraton trivolutum är en sjöpungsart som först beskrevs av C.S. Millar 1960.  Polysyncraton trivolutum ingår i släktet Polysyncraton och familjen Didemnidae.
Artens utbredningsområde är Södra Ishavet. Inga underarter finns listade i Catalogue of Life.